# Thereva femoralis
Thereva femoralis är en tvåvingeart som beskrevs av Krober 1914. Thereva femoralis ingår i släktet Thereva och familjen stilettflugor. Inga underarter finns listade i Catalogue of Life.